# Natalie du Toit
Natalie du Toit (Kaapstad, 29 januari 1984) is een Zuid-Afrikaanse zwemster die een bij de knie geamputeerd linkerbeen heeft. Ze zwemt zonder prothese.
Nadat ze bij de Paralympische Zomerspelen 2004 in Athene 5 gouden medailles won in het zwembad, kwalificeerde Du Toit zich via de Wereldkampioenschappen open water 2008 in Sevilla met een vierde plaats voor de 10 kilometer openwaterzwemmen bij Olympische Spelen van Peking. Uiteindelijk werd ze daar zestiende. Zij was tevens vlaggendraagster bij de openingsceremonie.
Du Toit werd achtenveertigste bij de verkiezing voor Great South Africans.

## Palmares
- 2004: Paralympics Athene

 50 m vrije slag S9 29,52
 100 m vrije slag S9 1.02,83
 400 m vrije slag S9 4.28,09
 100 m vlinderslag S9 1.07,54
 200 m wisselslag SM9 2.29,98
 100 m rugslag S9 1.11,41
- 2008: WK open water Sevilla

4e 10 kilometer 2:02.07,8
16e 5 kilometer 1:00.29,2
- 2008: Olympische Spelen Peking

16e 10 kilometer 2:00.49,9